# John Charles Campbell
John Charles Campbell, škotski general, * 10. januar 1894, † 26. februar 1942.